# Bradford Dillman
Bradford Lee Dillman (San Francisco, 14 aprile 1930 – Santa Barbara, 16 gennaio 2018) è stato un attore statunitense.

## Biografia
Nato a San Francisco da Josephine Moore e dall'agente di borsa Dean Dillman, Bradford Dillman frequentò la Town School for Boys e la St. Ignatius High School. Durante gli anni del college presso la Hotchkiss Boarding School di Lakeville (Connecticut), iniziò a recitare in produzioni teatrali scolastiche. In seguito entrò all'Università di Yale, dove studiò recitazione e arte drammatica, ricevendo la chiamata alle armi nel 1948 con destinazione la U.S. Naval Reserve.
Dopo la laurea con una tesi sulla letteratura inglese, Dillman entrò nello United States Marine Corps, dove rimase dal 1951 al 1953 come addestratore in comunicazioni. Ottenuto il congedo, si trasferì a New York, dove iniziò a recitare nei teatri off Broadway, e si iscrisse all'Actor's Studio di Lee Strasberg, seguendo i corsi di recitazione accanto a future star quali James Dean, Eli Wallach e Patricia Neal. Per qualche tempo si fece le ossa presso la compagnia Connecticut Playhouse, debuttando come attore professionista nella pièce The Scarecrow (1953), adattamento di un'opera di Nathaniel Hawthorne. L'esordio a Broadway risale al 1956 nel dramma Long Day's Journey into Night di Eugene O'Neill, accanto a Fredric March, Florence Eldridge e Jason Robards, in cui Dillman interpretò il personaggio di Edmund Tyrone (alter ego dell'autore), guadagnandosi un Tony Award. L'interpretazione consentì a Dillman di attirare l'attenzione di Darryl F. Zanuck, potente produttore della Twentieth Century Fox, che lo scritturò per farlo esordire sul grande schermo nel melodramma Un certo sorriso (1958) di Jean Negulesco, accanto a Rossano Brazzi e Joan Fontaine.
L'anno successivo Dillman diede una memorabile interpretazione nel film drammatico Frenesia del delitto (1959), accanto a Dean Stockwell, dove impersonò il giovane psicopatico Artie Straus, uno dei due famigerati assassini della buona società che compiono un infame delitto e vengono difesi da Jonathan Wilk (Orson Welles), un avvocato idealista e contrario alla pena capitale. Il ruolo, ispirato al caso giudiziario Leopold e Loeb, valse a Dillman un premio al Festival del cinema di Cannes quale miglior interpretazione maschile (ex aequo con Stockwell e Welles), e una serie di intense interpretazioni successive, da Francesco d'Assisi (1961), basato sulla vita del santo, al dramma Il grande peccato (1961), tratto dalla pièce di William Faulkner. Successivamente l'attore fu spesso relegato a ruoli di malvagio dai nervi d'acciaio, tendenzialmente in parti da caratterista.
Nella prima metà degli anni sessanta, Dillman fu un assiduo interprete televisivo, partecipando a innumerevoli serie di successo. L'attività sul piccolo schermo coincise con un progressivo diradarsi delle apparizioni cinematografiche, limitate a ruoli di carattere in notevoli film, quali il kolossal bellico Il ponte di Remagen (1969), il fantascientifico Fuga dal pianeta delle scimmie (1971), l'elegante e intenso dramma Come eravamo (1973), diretto da Sydney Pollack e interpretato da Robert Redford e Barbra Streisand, l'horror fantascientifico Bug - Insetto di fuoco (1975) e il poliziesco Cielo di piombo, ispettore Callaghan (1976), in cui impersonò l'arrogante e coriaceo capitano McKay, accanto a Clint Eastwood. Dillman lavorò nuovamente con Eastwood alcuni anni più tardi nel film Coraggio... fatti ammazzare (1983), in cui interpretò il capitano Briggs, superiore dell'ispettore Callaghan.
Il massimo impegno televisivo di Dillman si concentrò negli anni settanta e ottanta, periodo in cui partecipò costantemente a serial come il poliziesco Barnaby Jones (sei episodi dal 1973 al 1978), Falcon Crest, in cui interpretò il ruolo di Darryl Clayton in dieci episodi tra il 1982 e il 1983, e La signora in giallo, dove fu guest star in otto episodi tra il 1985 e il 1995. Nel 1979 apparve in La trappola (The Snare) uno dei più riusciti episodi della serie L'incredibile Hulk, ispirato al racconto La partita più pericolosa di Richard Connell, in cui impersonò il sadico e folle Michael Sutton, che ospita il Dottor Banner (Bill Bixby) nella propria isola e lo sottopone ad un'estenuante caccia allo scopo di ucciderlo.

## Vita privata
Dopo il primo matrimonio (1956-1962) con Frieda Harding (da cui ebbe i figli Jeffrey e Pamela), Dillman si risposò nel 1963 con Suzy Parker, attrice ed ex modella di Coco Chanel, conosciuta sul set del film Battaglie di spie (1960). Il matrimonio, da cui nacquero tre figli, Dinah, Charles e Christopher, durò fino alla morte della Parker, avvenuta il 3 maggio 2003 nella residenza di famiglia a Montecito (California).
Dopo aver abbandonato le scene nel 1995, Dillman diventò scrittore di racconti e novelle, e autore di un'autobiografia intitolata Are You Anybody? An Actor's Life, pubblicata nel 1997. È morto il 16 gennaio 2018, a 87 anni, a Santa Barbara (California).

## Filmografia parziale

### Cinema
- Un certo sorriso (A Certain Smile), regia di Jean Negulesco (1958)
- In amore e in guerra (In Love and War), regia di Philip Dunne (1958)
- Frenesia del delitto (Compulsion), regia di Richard Fleischer (1959)
- Dramma nello specchio (Crack in the Mirror), regia di Richard Fleischer (1960)
- Battaglie di spie (A Circle of Deception), regia di Jack Lee (1960)
- Il grande peccato (Sanctuary), regia di Tony Richardson (1961)
- Francesco d'Assisi (Francis of Assisi), regia di Michael Curtiz (1961)
- Smania di vita (A Rage to Live), regia di Walter Grauman (1965)
- I dominatori della prateria (The Plainsman), regia di David Lowell Rich (1966)
- Il mosaico del crimine (Jigsaw), regia di James Goldstone (1968)
- Il ponte di Remagen (The Bridge at Remagen), regia di John Guillermin (1969)
- Supponiamo che dichiarino la guerra e nessuno ci vada (Suppose They Gave a War and Nobody Came?), regia di Hy Averback (1970)
- L'angelo della morte (Brother John), regia di James Goldstone (1971)
- La macchia della morte (The Mephisto Waltz), regia di Paul Wendkos (1971)
- Fuga dal pianeta delle scimmie (Escape from the Planet of the Apes), regia di Don Taylor (1971)
- Settimo potere (The Resurrection of Zachary Wheeler), regia di Bob Wynn (1971)
- Come eravamo (The Way We Were), regia di Sydney Pollack (1973)
- The Iceman Cometh, regia di John Frankenheimer (1973)
- Chosen Survivors, regia di Sutton Roley (1974)
- Attento sicario: Crown è in caccia (99 and 44/100% Dead), regia di John Frankenheimer (1974)
- Un fiocco nero per Deborah, regia di Marcello Andrei (1974)
- Gold - Il segno del potere (Gold), regia di Peter R. Hunt (1974)
- Bug insetto di fuoco (Bug), regia di Jeannot Swzarc (1975)
- Mastermind, regia di Alex March (1976)
- Cielo di piombo, ispettore Callaghan (The Enforcer), regia di James Fargo (1976)
- One Away, regia di Sidney Hayers (1976)
- La vera storia di Abramo Lincoln (The Lincoln Conspiracy), regia di James L. Conway (1976)
- Poliziotto privato: un mestiere difficile (The Amsterdam Kill), regia di Robert Clouse (1977)
- Swarm - Lo sciame che uccide (The Swarm), regia di Irwin Allen (1978)
- Piranha, regia di Joe Dante (1978)
- Tiro incrociato (Love and Bullets), regia di Stuart Rosenberg (1979)
- Il massacro della Guyana (Guyana: Crime of the Century), regia di René Cardona jr. (1979)
- Fuga per la vita (Running Scared), regia di Paul Glickler (1980)
- Coraggio... fatti ammazzare (Sudden Impact), regia di Clint Eastwood (1983)
- Il tesoro dell'Amazzonia (The Treasure of the Amazon), regia di René Cardona jr. (1985)
- Ai confini della città (Man Outside), regia di Mark Stouffer (1987)
- Lords of the Deep, regia di Mary Ann Fisher (1989)
- Heroes Stand Alone, regia di Mark Griffiths (1989)

### Televisione
- Kraft Television Theatre – serie TV, 5 episodi (1953-1956)
- There Shall Be No Night – film TV (1957)
- Omnibus – serie TV, 1 episodio (1957)
- Climax! – serie TV, episodio 4x07 (1957)
- Matinee Theatre – serie TV, 1 episodio (1957)
- Undicesima ora (The Eleventh Hour) – serie TV, 1 episodio (1962)
- La città in controluce (Naked City) – serie TV, 1 episodio (1963)
- Alcoa Premiere – serie TV, 2 episodi (1962-1963)
- Kraft Mystery Theater – serie TV, 1 episodio (1963)
- Missione segreta (Espionage) – serie TV, episodio 1x01 (1963)
- The Greatest Show on Earth – serie TV, episodio 1x04 (1963)
- The Crisis (Kraft Suspense Theatre) – serie TV, 2 episodi (1963)
- Carovane verso il West (Wagon Train) – serie TV, 1 episodio (1963)
- The Nurses – serie TV, episodio 2x16 (1964)
- Ben Casey – serie TV, episodio 3x23 (1964)
- Breaking Point – serie TV, 1 episodio (1964)
- L'ora di Hitchcock (The Alfred Hitchcock Hour) – serie TV, 2 episodi (1963-1964)
- Profiles in Courage – serie TV, 1 episodio (1965)
- Insight – serie TV, 1 episodio (1966)
- Il dottor Kildare (Dr. Kildare) – serie TV, 7 episodi (1964-1966)
- Twelve O'Clock High – serie TV, 1 episodio (1966)
- Court Martial – serie TV, 26 episodi (1965-1966)
- Hawk l'indiano (Hawk) – serie TV, episodio 1x05 (1966)
- Shane – serie TV, episodi 1x15-1x16 (1966)
- Polvere di stelle (Bob Hope Presents the Chrysler Theatre) – serie TV, 2 episodi (1966-1967)
- Squadra speciale anticrimine (The Felony Squad) – serie TV, episodio 2x04 (1967)
- Organizzazione U.N.C.L.E. (The Man from U.N.C.L.E.) – serie TV, 2 episodi (1967)
- La grande vallata (The Big Valley) – serie TV, 2 episodi (1966-1967)
- Selvaggio west (The Wild Wild West) – serie TV, episodio 3x11 (1967)
- Al banco della difesa (Judd for the Defense) – serie TV, 2 episodi (1968)
- The Danny Thomas Hour – serie TV, episodio 1x16 (1968)
- Reporter alla ribalta (The Name of the Game) – serie TV, 1 episodio (1968)
- Fear No Evil – film TV (1969)
- I nuovi medici (The Bold Ones: The New Doctors) – serie TV, 1 episodio (1969)
- Marcus Welby (Marcus Welby, M.D.) – serie TV, 1 episodio (1969)
- Dan August – serie TV, 1 episodio (1970)
- Ironside – serie TV, 2 episodi (1970)
- Il virginiano (The Virginian) – serie TV, 2 episodi (1963-1971)
- Longstreet – serie TV, 1 episodio (1971)
- F.B.I. (The F.B.I.) – serie TV, 6 episodi (1966-1971)
- Bonanza – serie TV, episodio 13x08 (1971)
- Mistero in galleria (Night Gallery) – serie TV, 1 episodio (1971)
- Missione impossibile (Mission: Impossible) – serie TV, 2 episodi (1968-1972)
- Due onesti fuorilegge (Alias Smith and Jones) – serie TV, 1 episodio (1972)
- Mary Tyler Moore Show – serie TV, 1 episodio (1972)
- The Delphi Bureau – serie TV, 1 episodio (1972)
- Sesto senso (The Sixth Sense) – serie TV, 1 episodio (1972)
- Mod Squad, i ragazzi di Greer (The Mod Squad) – serie TV, 1 episodio (1972)
- Colombo (Columbo) – serie TV, 1 episodio (1972)
- Uno sceriffo a New York (McCloud) – serie TV, 1 episodio (1973)
- Medical Center – serie TV, 3 episodi (1970-1973)
- The ABC Afternoon Playbreak – serie TV, 1 episodio (1974)
- Il cacciatore (The Manhunter) – serie TV, 1 episodio (1975)
- Cannon – serie TV, 2 episodi (1973-1975)
- Lotta per la vita (Medical Story) – serie TV, 1 episodio (1975)
- Three for the Road – serie TV, 1 episodio (1975)
- Le strade di San Francisco (The Streets of San Francisco) – serie TV, 1 episodio (1975)
- Thriller – serie TV, 2 episodi (1975-1976)
- The Wide World of Mystery – serie TV, 1 episodio (1975)
- Bronk – serie TV, 1 episodio (1976)
- Wonder Woman – serie TV, 1 episodio (1976)
- Kingston: dossier paura (Kingston: Confidential) – serie TV, 1 episodio (1976)
- Barnaby Jones – serie TV, 6 episodi (1973-1978)
- Sword of Justice – serie TV, 1 episodio (1978)
- Alla conquista del West (How the West Was Won) – serie TV, 1 episodio (1979)
- L'incredibile Hulk (The Incredible Hulk) – serie TV, episodio 3x09 (1979)
- Fantasilandia (Fantasy Island) – serie TV, 1 episodio (1980)
- Charlie's Angels – serie TV, episodio 5x04 (1980)
- Il mistero di Jillian (King's Crossing) – serie TV, 10 episodi (1982)
- Matt Houston – serie TV, 1 episodio (1982)
- Falcon Crest – serie TV, 10 episodi (1982-1983)
- Love Boat (The Love Boat) – serie TV, 1 episodio (1983)
- A passo di fuga (Hot Pursuit) – serie TV, 1 episodio (1984)
- Dynasty – serie TV, 2 episodi (1984)
- Hotel – serie TV, 2 episodi (1984-1985)
- Christine Cromwell – serie TV, 1 episodio (1989)
- La signora in giallo (Murder, She Wrote) – serie TV, 8 episodi (1985-1995)
- The Heart of Justice, regia di Bruno Barreto – film TV (1992)

## Doppiatori italiani
Nelle versioni in italiano delle opere in cui ha recitato, Bradford Dillman è stato doppiato da:
- Pino Colizzi in Fuga dal pianeta delle scimmie, Come eravamo, Piranha
- Nando Gazzolo in Frenesia del delitto, Francesco d'Assisi
- Romano Malaspina in Gold - Il segno del potere, La signora in giallo (ep. 1x12, 4x08)
- Gianfranco Bellini ne Il sergente Ryker, Il mosaico del crimine
- Cesare Barbetti ne Il ponte di Remagen, In amore e in guerra
- Pino Locchi in Un certo sorriso
- Sandro Iovino in Charlie's Angels
- Manlio De Angelis in Swarm
- Pierangelo Civera in Cielo di piombo, ispettore Callaghan
- Giulio Platone in Coraggio... fatti ammazzare
- Natalino Libralesso in Bug - Insetto di fuoco
- Oliviero Dinelli in La signora in giallo (ep. 3x16)
- Gianni Giuliano in La signora in giallo (ep. 7x04)
- Saverio Moriones in La signora in giallo (ep. 8x03)
- Toni Orlandi in La signora in giallo (ep.11x15)